# Veronicastrum stenostachyum
Veronicastrum stenostachyum là một loài thực vật có hoa trong họ Mã đề. Loài này được (Hemsl.) T. Yamaz. miêu tả khoa học đầu tiên năm 1957.